# Districte d'Ibo
El Districte d'Ibo és un districte de Moçambic, situat a la província de Cabo Delgado. Té una superfície 75 kilòmetres quadrats. En 2015 comptava amb una població d'11.742 habitants. El districte és totalment insular, format per les següents illes de l'arxipèlag de les Quirimbas: Fiõ, Ibo, Matemo, Ninave, Quilálea, Quirambo, Quirimba, Rolas i Sencar.

## Divisió administrativa
El districte està dividit en dos postos administrativos (Ibo i Quirimba), compostos per les següents localitats:
- Posto Administrativo d'Ibo:
  - Vila do Ibo,
  - Matemo
- Posto Administrativo de Quirimba:
  - Quirimba